# Razbor, Sevnica
Razbor je naselje v Občini Sevnica.